# 姚福生
姚福生（1932年4月26日—2008年7月11日），男，上海人，中国动力机械、汽轮机专家，中国工程院院士，曾任山东理工大学校长。

## 生平
1955年，毕业于交通大学。1962年，毕业于波兰格旦斯克工业大学，获得博士学位。1994年，当选中国工程院院士。
2008年7月11日1时13分在北京逝世，享年76岁。